# Coelogyne lawrenceana
Coelogyne lawrenceana é uma espécie de orquídea (Orchidaceae) do Sudeste Asiático.